# Jone Goirizelaia
Jone Goirizelaia Ordorika (Bilbao, 30 de octubre de 1956) es una abogada y política vasca de ideología independentista. Ha ocupado cargos relevantes en distintos partidos políticos de la izquierda abertzale y ha sido diputada del Parlamento Vasco durante varias legislaturas.

## Biografía

### Familia
Jone Goirizelaia está casada y tiene dos hijos. Es hermana de Iñaki Goirizelaia, doctor en ingeniería y exrector de la Universidad del País Vasco, con quien comparte su afición a la danza. También es familia por parte de madre del cantautor Ruper Ordorika.

### Trayectoria profesional
Licenciada en Derecho por la Universidad de Deusto, ejerce la abogacía en su despacho de Bilbao, que comparte con Kepa Landa y otros dos abogados. 
Junto con Iñigo Iruin es una referente entre los abogados vinculados a la izquierda abertzale. Su presencia es notoria en juicios de la Audiencia Nacional, desempeñando habitualmente tareas de defensa hacia aquellos miembros de la izquierda abertzale que fueran acusados de colaborar con ETA. Entre otros casos también ha defendido los intereses de la familia de Íñigo Cabacas, que murió en una carga de pelotas de goma de la Ertzaintza.
La impresión que se tiene en la Audiencia Nacional sobre Jone Goirizelaia es "de respeto" profesional puesto que conoce bien el medio donde trabaja, observa los formalismos y se muestra tremendamente respetuosa.

### Trayectoria política
En las elecciones de 1990 fue elegida parlamentaria en la cámara autonómica vasca por Herri Batasuna (HB), cargo que fue renovando en las sucesivas elecciones por HB y Euskal Herritarrok (EH) hasta 2005. Ese año no pudo presentarse a la reelección, debido a la ilegalización de Batasuna en aplicación de la Ley de Partidos.
Ha formado parte del colectivo Ahotsak (Voces), un colectivo de mujeres de distintas sensibilidades políticas en favor de una solución dialogada y sin violencia al conflicto vasco, que se creó en 2006 durante el proceso de paz con ETA del Gobierno socialista de Rodríguez Zapatero.
En las elecciones al Parlamento Vasco de 2012 ocupó el octavo lugar de la candidatura de Euskal Herria Bildu (EH Bildu) por Vizcaya, sin que resultara electa. Tras la renuncia de Oskar Matute al ser elegido diputado del Congreso, tomó posesión del acta de diputada en la cámara vasca el 18 de julio de 2016. Renovó su acta en las elecciones de septiembre de 2016. Desde diciembre de 2016 hasta septiembre de 2019 presidió la Comisión de Trabajo y Justicia del Parlamento Vasco. En 2019 se postuló como candidata a la alcaldía de Bilbao por EH Bildu, siendo elegida concejala.